# Januário Paludo
Januário Paludo é um Procurador da República do Ministério Público Federal (MPF), que ganhou notoriedade por integrar a força-tarefa do MPF na Operação Lava Jato, em Curitiba, sendo atualmente  colaborador da força-tarefa. É coordenador da unidade descentralizada da corregedoria do Procuradoria Regional da República da 4º Região (PRR4).
Em 27 de agosto de 2019 o portal The Intercept Brasil publicou diálogos entre Procuradores da República que zombavam da morte da esposa do ex-Presidente Luiz Inácio Lula da Silva, dentre eles Januário Paludo, que declarou no grupo privado, diante da internação em hospital da ex-primeira dama: "Estão eliminando as testemunhas..."
No mesmo grupo privado, conforme publicou o portal, o Procurador coloca sob suspeita as circunstâncias da morte de Marisa Letícia. "A propósito, sempre tive uma pulga atrás da orelha com esse aneurisma. Não me cheirou bem. E a segunda morte em sequência", disse, sem especificar a qual outra morte se referia.
Em setembro de 2015, foi premiado pelo Global Investigations Review (GIR).

### Suspeita de recebimento de propina
O doleiro Dario Messer, um dos investigados pela Operação Lava-Jato, afirmou em conversas interceptadas pela Polícia Federal que pagou propina ao Procurador Januário Paludo, em 2018.
Paludo, ex-membro da operação Lava Jato, testemunhou a favor do doleiro Dario Messer em um processo na Justiça Federal do Rio de Janeiro, no ano de 2011. Existiam suspeitas de que Paludo teria recebido propina do próprio Messer, e ele foi convocado para prestar depoimento pelo advogado do doleiro. Paludo aceitou o convite e testemunhou a inocência de Messer perante o tribunal. 
Durante seu depoimento, o Procurador afirmou ter investigado o possível envolvimento de Dario Messer no caso Banestado, no período de 2003 a 2005. Ele enfatizou que não encontrou evidências contra o doleiro ou sua família. No entanto, não foi mencionado no depoimento de Paludo que, em 2005, ele e seus colegas solicitaram à Justiça a prisão preventiva de Messer. 
Posteriormente, o doleiro Dario Messer alterou sua versão sobre o suposto pagamento de propina ao procurador Januário Paludo.
A suspeita de que Paludo teria recebido propina para proteger Messer a partir de 2005, no caso Banestado, constava na primeira proposta de delação premiada apresentada pelo doleiro. Essa colaboração foi assinada pela Lava Jato e aprovada pelo sistema judicial, porém, o trecho que levanta suspeitas contra um dos principais integrantes da força-tarefa paranaense foi excluído.

### Recebimento indevido de diárias
Em novembro de 2021 cinco Procuradores da Operação Lava Jato, dentre eles Januário Paludo, foram intimados pelo Tribunal de Contas da União (TCU) a reembolsar os recursos recebidos por diárias e viagens durante o período em que atuaram na força-tarefa responsável por investigar desvios na Petrobras. O montante a ser restituído totaliza R$ 2,5 milhões.
De acordo com o TCU, essa situação resultou em prejuízo aos cofres públicos e violação ao princípio da imparcialidade, devido à implementação de um modelo que se mostrou "favorável e lucrativo" aos membros da força-tarefa.